# Natalia Bukowiecka
Natalia Bukowiecka (născută Kaczmarek, n. 17 ianuarie 1998, Drezdenko, Voievodatul Lubusz, Polonia) este o atletă poloneză, medaliată olimpică. A participat la două ediții ale Jocurilor Olimpice (2020, 2024) în care a câștigat o medalie de aur, o medalie de argint și o medalie de bronz în probele de 4x400 m mixt, 4x400 m și 400 m.

## Palmares
| An   | Competiție                              | Locație                    | Loc | Eveniment    | Note    |
| ---- | --------------------------------------- | -------------------------- | --- | ------------ | ------- |
| 2015 | Campionatul Mondial de Juniori (sub 18) | Cali, Columbia             | 9   | 400 m        | 54,25   |
| 2015 | Campionatul Mondial de Juniori (sub 18) | Cali, Columbia             | 5   | 4×400 m mixt | 3:24,64 |
| 2016 | Campionatul Mondial de Juniori          | Bydgoszcz, Polonia         | 18  | 400 m        | 54,32   |
| 2016 | Campionatul Mondial de Juniori          | Bydgoszcz, Polonia         | 6   | 4×400 m      | 3:36,95 |
| 2017 | Campionatul European de Juniori         | Grosseto, Italia           | 7   | 400 m        | 54,27   |
| 2017 | Campionatul European de Juniori         | Grosseto, Italia           | 4   | 4×400 m      | 3:34,48 |
| 2018 | Campionatul Mondial în sală             | Birmingham, Marea Britanie | 2   | 4×400 m      | 3:26,09 |
| 2018 | Campionatul European                    | Berlin, Germania           | 1   | 4×400 m      | 3:26,59 |
| 2019 | Campionatul European de Tineret         | Gävle, Suedia              | 1   | 400 m        | 52,34   |
| 2019 | Campionatul European de Tineret         | Gävle, Suedia              | 1   | 4×400 m      | 3:32,56 |
| 2021 | Campionatul European în sală            | Toruń, Polonia             | 3   | 4×400 m      | 3:29,94 |
| 2021 | Ștafetele Mondiale                      | Chorzów, Polonia           | 2   | 4×400 m      | 3:28,81 |
| 2021 | Campionatul European pe Echipe          | Chorzów, Polonia           | 1   | 400 m        | 51,36   |
| 2021 | Campionatul European pe Echipe          | Chorzów, Polonia           | 1   | 4×400 m      | 3:26,37 |
| 2021 | Jocurile Olimpice                       | Tokio, Japonia             | 12  | 400 m        | 50,79   |
| 2021 | Jocurile Olimpice                       | Tokio, Japonia             | 2   | 4×400 m      | 3:20,53 |
| 2021 | Jocurile Olimpice                       | Tokio, Japonia             | 1   | 4×400 m mixt | 3:09,87 |
| 2022 | Campionatul Mondial în sală             | Belgrad, Serbia            | 7   | 400 m        | 51,87   |
| 2022 | Campionatul Mondial în sală             | Belgrad, Serbia            | 3   | 4×400 m      | 3:28,59 |
| 2022 | Campionatul Mondial                     | Eugene, Statele Unite      | 15  | 400 m        | 51,34   |
| 2022 | Campionatul Mondial                     | Eugene, Statele Unite      | 4   | 4×400 m mixt | 3:12,31 |
| 2022 | Campionatul European                    | München, Germania          | 2   | 400 m        | 49,94   |
| 2022 | Campionatul European                    | München, Germania          | 2   | 4×400 m      | 3:21,68 |
| 2023 | Campionatul European pe Echipe          | Chorzów, Polonia           | 2   | 400 m        | 50,34   |
| 2023 | Campionatul European pe Echipe          | Chorzów, Polonia           | 1   | 4×400 m mixt | 3:12,87 |
| 2023 | Campionatul Mondial                     | Budapesta, Ungaria         | 2   | 400 m        | 49,57   |
| 2023 | Campionatul Mondial                     | Budapesta, Ungaria         | 6   | 4×400 m      | 3:24,93 |
| 2024 | Ștafetele Mondiale                      | Nassau, Bahamas            | 8   | 4×400 m mixt | NS      |
| 2024 | Ștafetele Mondiale                      | Nassau, Bahamas            | 2   | 4×400 m      | 3:24,71 |
| 2024 | Campionatul European                    | Roma, Italia               | 1   | 400 m        | 48,98   |
| 2024 | Campionatul European                    | Roma, Italia               | 6   | 4×400 m      | 3:23,91 |
| 2024 | Jocurile Olimpice                       | Paris, Franța              | 3   | 400 m        | 48,98   |

1. 1 2  Sportiva a participat doar la calificări.